# Jussieu (stanice metra v Paříži)

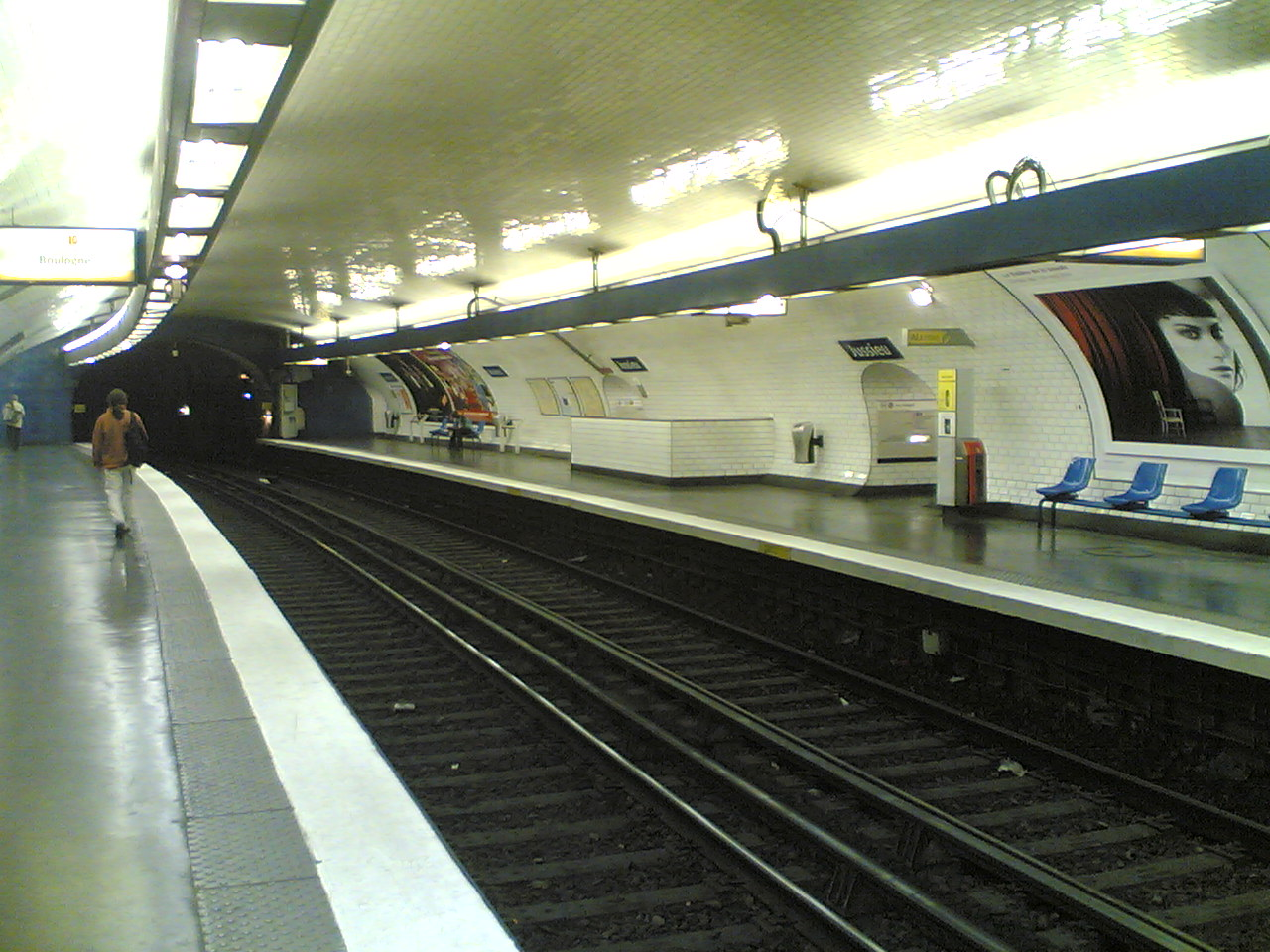
Nástupiště linky 10

Jussieu je přestupní stanice pařížského metra mezi linkami 7 a 10 v 5. obvodu v Paříži. Nachází se pod náměstím Place Jussieu, kde se kříží Rue Jussieu a Rue Linné.

## Historie
Stanice byla otevřena 26. dubna 1931 pro obě linky zároveň. Byl dostavěn tunel pod Seinou a zprovozněn úsek mezi Sully – Morland a Place Monge na lince 7. Současně bylo otevřeno nástupiště linky 10.
Když byla nástupiště v roce 1975 renovována, byly zde poprvé k obkladu stěn použity obdélníkové dlaždice namísto tradičních zkosených.

## Název
Stanice se dříve jmenovala Jussieu – Halle-aux-vins (neboli tržnice s vínem). Dnes zůstal pouze název Jussieu, protože malý trh s vínem, který založil Napoleon Bonaparte, byl zbořen a na jeho místě je nyní kampus Jussieu pro Univerzitu Paříž VI a Institut de physique du globe de Paris (Fyzikální ústav zeměkoule v Paříži). Rue Jussieu nese jméno francouzské rodiny Jussieu, ze které v 17.–19. století vzešlo několik botaniků.

## Vstupy
Východy ze stanice vedou na náměstí Place Jussieu.

## Zajímavosti v okolí
- Arènes de Lutèce – antická aréna
- Jardin des plantes – veřejný park
- Muséum national d'histoire naturelle – Národní přírodovědecké muzeum
- Institut du monde arabe – Institut arabského světa
- Kampus Jussieu – univerzitní kampus